# Longshan-Tempel (Mengjia)

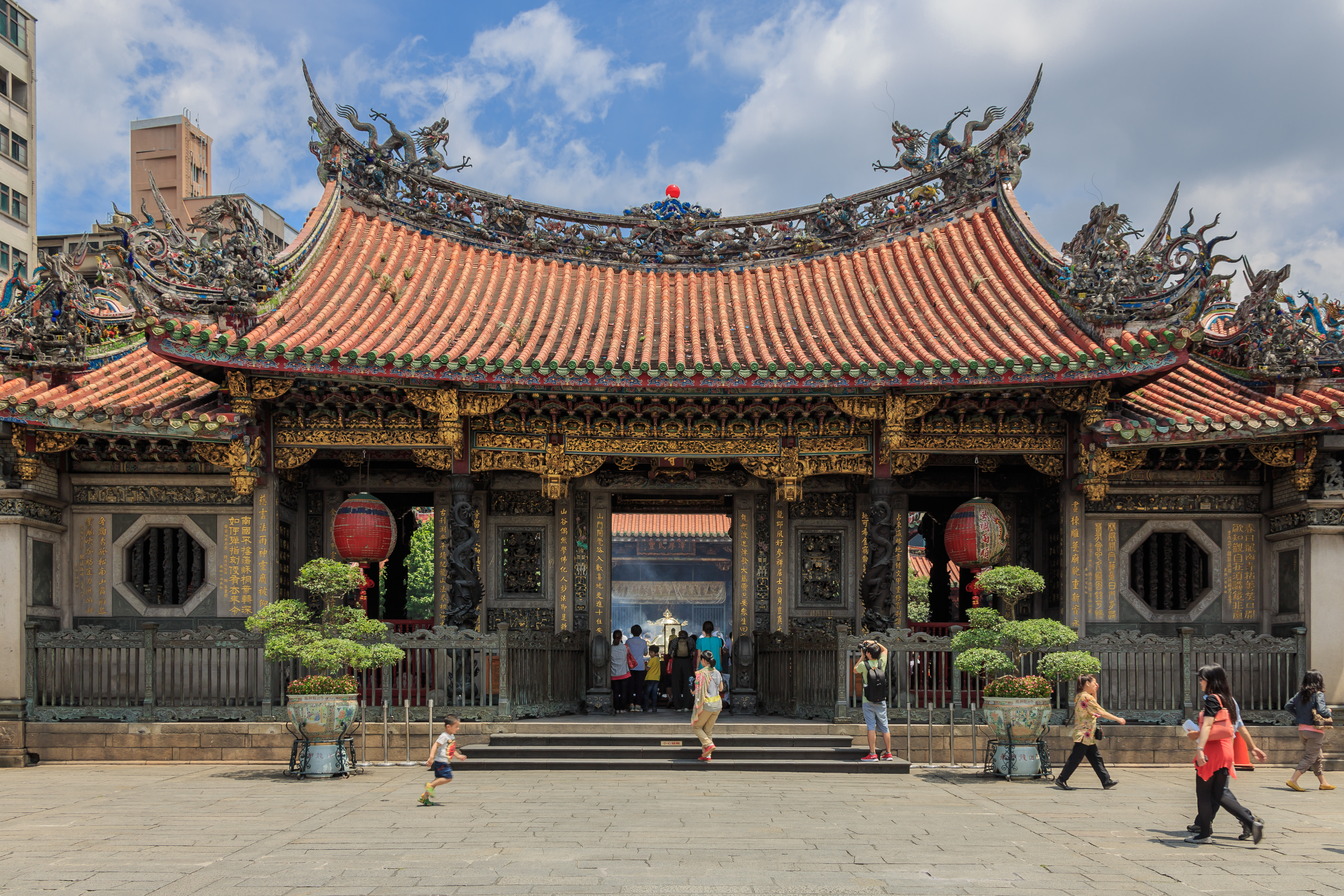
Eingang zum Longshan-Tempel

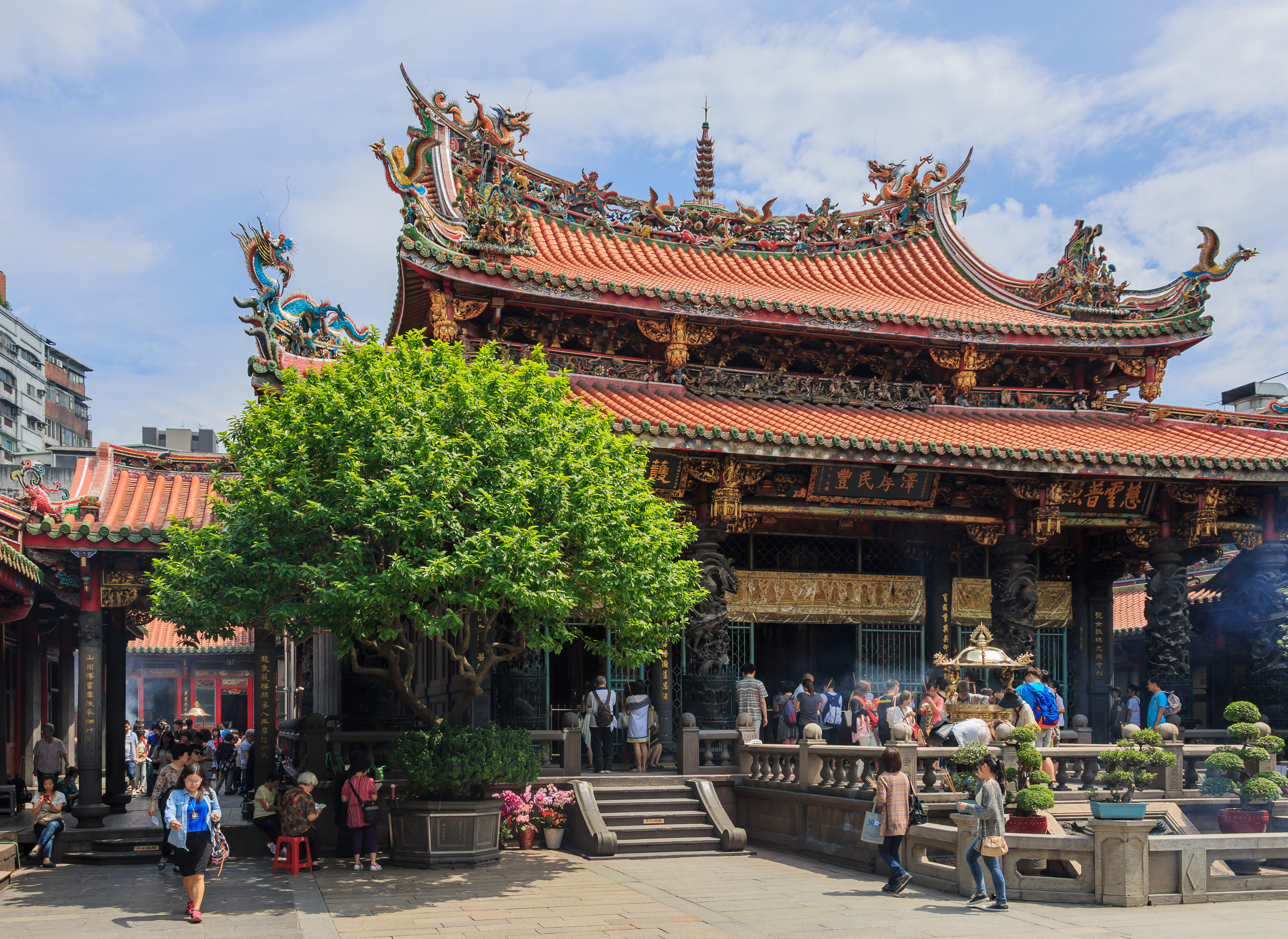
Innenbereich des Tempels

Der Mengjia-Longshan-Tempel (chinesisch 艋舺龍山寺, Pinyin Měngjiǎ Lóngshānsī – „Drachenbergtempel Mengjia“) ist ein Tempel in Wanhua (Mengjia) in Taipeh.

## Architektur
Die Größe des Longshan-Tempels beträgt ungefähr 1.600 Quadratmeter. Der Tempel ist in Nord-Süd-Richtung ausgerichtet. Sein Grundriss ist dem chinesischen Schriftzeichen 回 nachempfunden, im Zentrum des viereckigen Innenhofes befindet sich die Haupthalle. Das ist die typische Palast-Form der traditionell-chinesischen Architektur, welche auf einer deutlichen Mittel-Achse von Pailou, der Vorhalle, der Haupthalle und der hinteren Halle beruht. Die Hauptgottheit des Tempels ist Kuan Yin.

## Geschichte
Während der Qing-Dynastie wanderten viele Han-Chinesen aus Fujian und Guangdong nach Taiwan ein. Wegen des gefährlichen Weges und der Schiffspassage über die Taiwan-Straße nahmen sie ihre Volksreligion wie einen Schutz mit nach Taiwan und errichteten dort Tempel nach heimatlichem Vorbild. Der Longshan-Tempel ist dafür ein gutes Beispiel. Er wurde 1738 von Einwanderern aus der chinesischen Präfektur Quanzhou erbaut. Diese Einwanderer werden auch als die „Drei-Yi-Einwanderer“ bezeichnet, da sie aus den drei Bezirken (chinesisch: yì 邑) Jun-Jan, Nan-An und Hue-An der Präfektur Quanzhou stammten.
Nach einem Erdbeben im Jahre 1815 und einem Taifun von 1867 wurden Reparaturen durchgeführt. Um die Reparatur eines Termitenschadens zu ermöglichen, gab 1919 ein buddhistischer Mönch seine ganzen Ersparnisse, so dass der Tempel restauriert werden konnte. So blieb der Tempel bis heute erhalten. 1945 wurde seine Haupthalle zerstört, die Statue Kuan Yins wurde jedoch nicht beschädigt.
Im Chinesisch-Französischen Krieg 1884 wurde eine Armee von Freiwilligen gegen Frankreich aufgestellt. Zu dieser Zeit befand sich die offizielle Regierung der Provinz Taiwan in Hsinchu und nicht in Taipeh, wobei der Longshan-Tempel als Amtssitz in Taipeh fungierte. Die Freiwilligen signierten mit dem Namenssiegel des Longshan-Tempels und trugen sich beim Amt ein, um Kriegsdienst zu leisten. Deshalb schenkte der Qing-Kaiser dem Tempel als Anerkennung eine Gedenktafel mit der Inschrift „Ewig strahlende Mutter“, in Bezug auf die Hauptgottheit des Tempels, Kuan Yin.